# Hummelstad
Hummelstad is een plaats in de gemeente Västervik in het landschap Småland en de provincie Kalmar län in Zweden. De plaats heeft 63 inwoners (2005) en een oppervlakte van 19 hectare.